# Гу (Вијена)
Гу (фр. Gouex) је насеље и општина у западној Француској у региону Поату-Шарант, у департману Вијена која припада префектури Монморијон.
По подацима из 2011. године у општини је живело 465 становника, а густина насељености је износила 25,61 становника/km². Општина се простире на површини од 18,16 km². Налази се на средњој надморској висини од 134 метара (максималној 142 m, а минималној 71 m).

## Демографија
| 1962. | 1968. | 1975. | 1982. | 1990. | 1999. | 2011. |
| ----- | ----- | ----- | ----- | ----- | ----- | ----- |
| 582   | 584   | 557   | 555   | 513   | 513   | 465   |

График промене броја становника у току последњих година